# Первая Вейентская война
Вейентская война 483—474 до н. э. — первая война Римской республики против этрусского города Вейи.

## Начало войны
О непосредственных причинах этой войны античные авторы ничего не сообщают, но враждебные отношения между Римом и его ближайшим этрусским соседом, находившимся всего в 18 километрах, имели давнюю историю. В царское время между ними было несколько войн из-за контроля над Фиденами, переправой через Тибр и соляными копями на побережье. Историчность рассказов об этих войнах весьма сомнительна, однако в том, что конфликты были и ранее, сомневаться не приходится.
Согласно Ливию, военные действия начались в 483 году до н. э. Дионисий пишет, что ещё в 485 до н. э. консул Корнелий Малугинский совершил набег на вейентов и вернулся с добычей, а потом договорился о годичном перемирии. Эта дата в качестве начала войны имеет своих сторонников, так как совпадает с началом семилетнего пребывания у власти братьев Фабиев, в которых предполагают инициаторов войны. В 482 году до н. э. вейенты вторглись на римскую территорию и разорили пограничные районы. По словам Дионисия, сенат потребовал возмещения ущерба, но римским послам в Вейях было сказано, что набеги производили этруски из других городов. На обратном пути послы якобы наткнулись на вейентов, вывозивших награбленное с римской территории. После этого сенат объявил Вейям войну. Это вызвало недовольство у плебеев, подозревавших, что аристократия хочет отвлечь народ от решения земельного вопроса. Кроме того, высказывались опасения, что если вейентам окажут помощь другие этрусские города, то война может быть тяжёлой. Консулы Квинт Фабий и Юлий Юл встали лагерями под Вейями, но этруски на бой не вышли. Тогда римляне разорили округу, «насколько смогли», и вернулись назад. В 481 году до н. э. консул Кезон Фабий повел армию на вейентов, но успеха не добился. Конница обратила врагов в бегство, но пехота, состоявшая из плебеев, ненавидевших Фабия за расправу над Спурием Кассием, и не хотевшая, чтобы он получил триумф, отказалась преследовать вейентов до их лагеря, и потребовала возвращения в Рим. Так как войска подошли к городу ночью, то дозорные их не узнали, и в Риме поднялась тревога.

## Битва при Вейях (480 год до н. э.)
После трех лет безрезультатных военных действий римляне попытались перейти в решительное наступление крупными силами. На войну с вейентами были направлены оба консула, каждый с двумя легионами, набранными из граждан, колонистов и союзников. Кроме этого, к римлянами присоединились крупные отряды латинов и герников. В окрестностях Рима было размещено два легиона молодежи, на случай внезапного вражеского нападения. Подойдя к Вейям консулы встали лагерями на двух холмах. Вейенты получили помощь со всей Этрурии, и также вывели против римлян значительные силы.
Поскольку римские войска, как и в предыдущую кампанию, не желали сражаться за интересы патрициев, консулы опасались начинать сражение, и отсиживались за укреплениями. После долгих уговоров им удалось убедить легионеров выйти на бой. Правое крыло римлян под командованием Гнея Манлия отбросило противника, но на левом, которое возглавлял легат Квинт Фабий, этруски имели численное преимущество и обошли римлян с фланга. Квинт Фабий был то ли убит, то ли тяжело ранен в бою. Консул Марк Фабий, командовавший центром, поспешил вместе с братом Цезоном на выручку, и спас положение. Тем временем наступление правого крыла выдохлось, так как Манлий получил ранение. Марк Фабий с несколькими турмами бросился на правый фланг и остановил наступление противника. Запасные отряды этрусков захватили оба римских лагеря, при обороне одного из них погиб Манлий. Марку Фабию удалось отбить один из лагерей, после чего он продолжил сражение на равнине. С наступлением темноты битва, начавшаяся ещё в полдень, затихла. Ночью этруски отступили, и римляне, занявшие их лагерь, могли торжествовать победу.
По словам Дионисия Галикарнасского, эта битва стала самой крупной из всех, что до этого были у римлян. Римское войско состояло более чем из 20 тыс. пехоты и 1200 всадников, и примерно столько же привели союзники. По возвращении в Рим консул Фабий отказался от триумфа, так как потерял в сражении брата и своего коллегу.
Ливий пишет о блистательной победе, но современные историки, исходя из последующих событий, сомневаются, что в этом сражении римляне добились крупного успеха (если вообще добились).

## Кампания 479 года до н. э.
В кампанию 479 года до н. э. этруски укрылись в городе, а войско консула Тита Вергиния опустошало окрестности. Рассеявшись для грабежа, римляне едва не погибли, когда противник выступил из города крупными силами и атаковал их. Положение спас легат Тит Сициний Сабин, сдержавший наступление вейентов, пока римляне не собрали свои отряды. Вергиний занял позицию на холме, в окружении крупных сил противника, уже собиравшегося идти на штурм, когда на выручку прибыл консул Цезон Фабий. Вейенты покинули лагерь и отступили в город, римляне встали под ним и занялись грабежом местности. Когда консулы вернулись в Рим и распустили войско, вейенты направили на римскую территорию крупные отряды легкой пехоты, разграбившие страну вплоть до Тибра и Яникула.

## Частная война Фабиев
Семейство Фабиев предложило сенату взять на себя ведение войны с Вейями. Получив согласие, Фабии во главе с консуляром Марком Фабием выступили из Города.

Никогда ещё ни одно войско, столь малое числом и столь громкое славой, при всеобщем восхищении не шествовало по Городу. Триста шесть воинов, все патриции, все одного рода, из коих любого самый строгий сенат во всякое время мог бы назначить вождем, шли, грозя уничтожить народ вейентов силами одного семейства.— Тит Ливий. История… II. 49, 3—4.
Античные историки объясняют поступок Фабиев патриотизмом, а Дионисий добавляет, что для успешной борьбы с набегами вейентов надо было держать сторожевые отряды на границе, но государство, воевавшее также с вольсками и эквами, не располагало средствами для этого. Исследователи полагают, что Фабии вызвались охранять границу, потому что там были расположены их владения. Этот род был непосредственно заинтересован в войне, и, возможно, сам её и развязал.
По словам Дионисия, вместе с Фабиями шло более четырёх тысяч воинов, в основном, клиентов и «друзей». Затем к ним присоединилось войско консула Цезона Фабия. На обрывистом и окруженном рекой холме они возвели укрепление, угрожавшее Фиденам и Вейям. Крепость назвали Кремерой по имени реки. Консульское войско опустошило отдалённую и ещё не разграбленную область, передало захваченную добычу гарнизону крепости, после чего вернулось в Рим.
Используя Кремеру как базу, Фабии охраняли границу и совершали набеги на вражескую территорию. Они разделили свои силы на четыре отряда: один охранял укрепление, а другие рыскали по вражеской территории в поисках добычи. В следующем году вейенты, получив подкрепления из других городов, осадили крепость. На помощь Фабиям подошли легионы консула Луция Эмилия и легата Цезона Фабия. По словам Ливия этруски ещё не успели развернуться для сражения, как были опрокинуты внезапной атакой конной алы и отброшены к своему лагерю в Красных Скалах. Дионисий пишет, что римляне после упорного сражения заняли лагерь этрусков. Вейенты запросили мира, но вскоре снова начались взаимные набеги, время от времени переходившие в открытые столкновения.

## Кампания 477 года до н. э.
В 477 году до н. э. вейенты заманили войско Фабиев в засаду и полностью его уничтожили в битве у Кремеры. По словам Дионисия, консул Менений с войском стоял в 30 стадиях от места сражения, но помощи не оказал, а затем, неудачно выбрав позицию, и сам был наголову разбит. Этруски после многочасового штурма взяли римский лагерь, захватили там раненых и много пленных, а уцелевшие римские воины бежали, причем многие побросали оружие.
На следующий день этруски заняли позицию на Яникуле. Переправив часть войск через Тибр, они отрезали подвоз продовольствия, и готовились осадить Рим, когда на помощь городу подошел консул Гораций, вернувшийся с войны против вольсков. Римляне дали вейентам два сражения: одно у храма Надежды на Эсквилинском холме, второе — у Коллинских ворот. Согласно Ливию, в первом не победил никто, во втором римляне имели небольшой перевес.

## Битва на Яникуле
Заняв позиции на Яникульском холме, этруски опустошали окрестности Рима и препятствовали подвозу продовольствия. Вступившие в должность летом 476 года до н. э. консулы Спурий Сервилий и Авл Вергиний сначала уничтожили отряды, рассыпавшиеся для грабежа на левом берегу Тибра, а затем ночью скрытно переправились на плотах через реку, и утром атаковали вейентов у подножия холма. Когда этруски начали отступление, Сервилий, командовавший левым крылом, увлекся преследованием и начал взбираться на холм, нарушив строй. Из лагеря вейентов выступили свежие силы, которые атаковали и рассеяли его войско. Положение спас Вергиний, нанесший противнику удар во фланг и предотвративший разгром своего коллеги. В кровопролитном сражении этруски были разбиты и отступили в свой лагерь, а римляне заночевали на позиции перед холмом. Ночью этруски, не получившие подкреплений, оставили лагерь и ушли в Вейи. Вернувшимся в Рим консулам сенат не дал разрешения на триумф, так как победа обошлась слишком дорого, и вообще никаких празднеств не стали устраивать.

## Битва при Вейях (475 год до н. э.)
В 475 году до н. э. к вейентам присоединились сабины. Войска сабинов и вейентов встали лагерями под Вейями, ожидая подхода подкреплений из Этрурии. Консул Публий Валерий, призвав на помощь вспомогательные отряды латинов и герников ночью переправился через Тибр и под утро атаковал лагерь сабинов. Задачу римлян облегчило то, что сабины, находясь на дружественной территории, пренебрегли караульной службой. Ворвавшись в лагерь, войска учинили резню, а покончив с сабинами, обратились против вейентов. По словам Ливия, вейенты сами напали на римлян, занятых вражеским лагерем, но были отражены и бежали в город. Согласно Дионисию, римляне атаковали этрусков, выступивших из лагеря на помощь сабинам, и после долгого сражения загнали их обратно, а затем штурмом взяли лагерные укрепления, закончив битву уже ночью.

## Перемирие
В 474 году до н. э. консул Авл Манлий подступил к Вейям. Жители просили помощи у других этрусских городов и сабинов, а потом запросили мира. Был заключен договор о сорокалетнем перемирии. По словам Ливия, вейентов обязали поставлять зерно и платить дань, по Дионисию, консул ограничился контрибуцией в размере годового жалования для его войска и продовольствия на два месяца. Манлий за прекращение войны получил пеший триумф. Судя по тому, что никаких завоеваний римлянам сделать не удалось, исход войны был не очень успешным, возможно даже, что этруски в целом имели перевес.

## Комментарии
1. ↑  Явный анахронизм у Дионисия: никаких четырёх легионов в V веке до н. э. быть не могло.
2. ↑  Данные сильно преувеличены.
3. ↑  Так называемых содалов — дружинников, связанных клятвой верности.